# Casa al carrer Major de Dorve
La Casa al carrer Major de Dorve és una casa de la Guingueta d'Àneu (Pallars Sobirà) inclosa a l'Inventari del Patrimoni Arquitectònic de Catalunya.

## Descripció
Ampla casa que presideix la Plaça Major de Dorve, de planta rectangular constituïda per la planta baixa i tres pisos alts, el darrer directament sota la coberta a dues aigües.
La façana, protegida per un ample ràfec, s'orienta a sud-oest. Està situada al mur perpendicular al cavall de la coberta. A la planta baixa s'obre la porta i una finestra. Ocupa el primer pis una balconada correguda de fusta amb barana de ferro i el segon un petit balcó de característiques similars i una finestra. Al pis superior s'obre una única finestra. Els murs són de pedra pissarrosa sense retocar, la façana és arrebossada.
La inscripció és un bloc irregular de granit, encastat en el mur de pedra pissarrosa de la mateixa casa. En ella hi ha gravada la data 1.735, està enquadrada en una mena de cartela i, al costat esquerre hi figura amb una creu de braços iguals.
Es tracta d'una inscripció commemorativa, ja sigui de la construcció de la casa, com d'una reforma o reparació.